# Adelaide Ristori

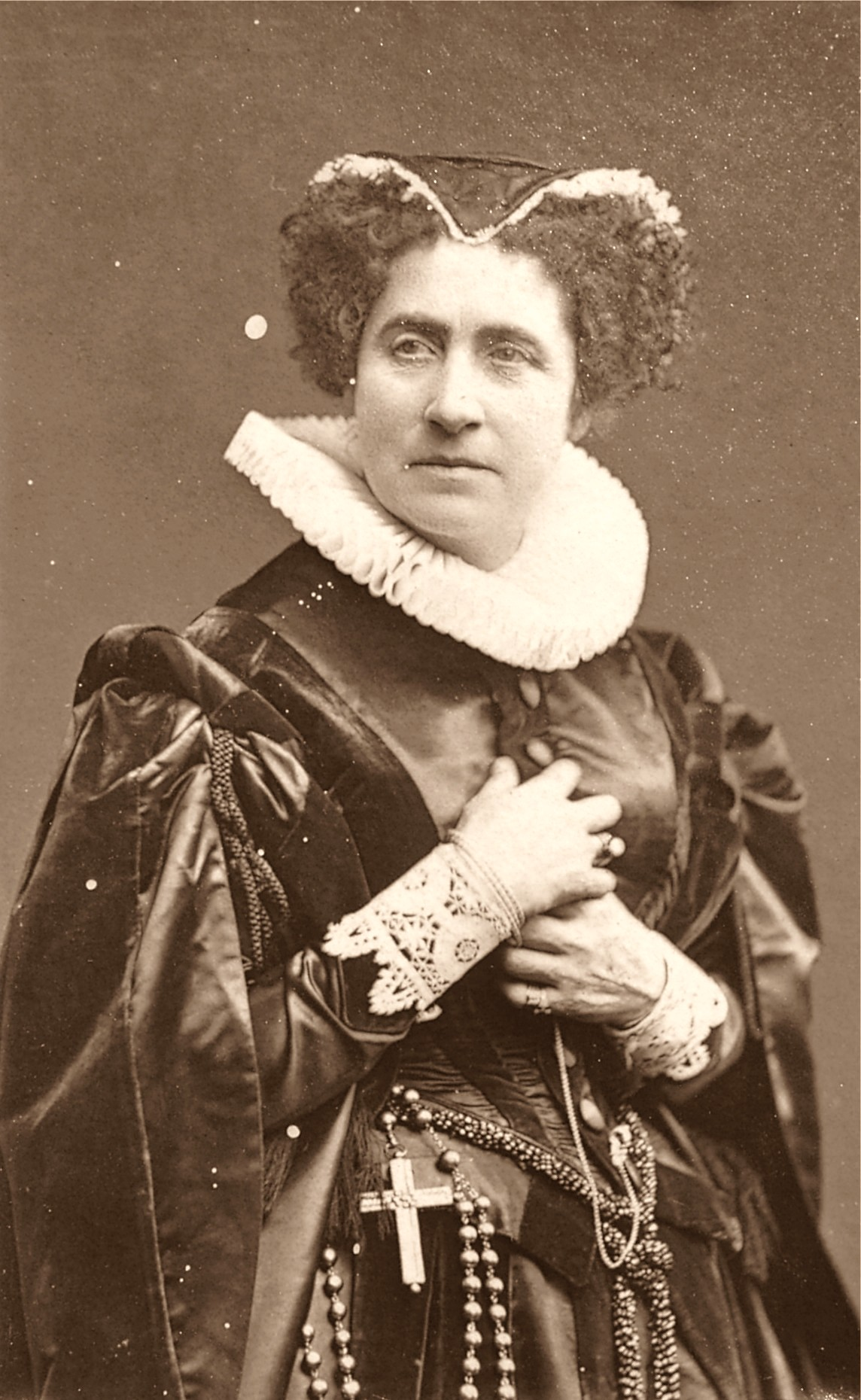
Adelaide Ristori.

Adelaide Ristori, markisinna del Grillo, född den 29 januari 1822 i Cividale del Friuli, död den 9 oktober 1906 i Rom, var en italiensk skådespelare.
Ristori var dotter till ett obetydligt skådespelarpar. Hon uppträdde redan vid fyra års ålder i barnroller och som tolvåring i ingénue- och subrettroller. När hon fyllt femton år fick hon anställning vid en sardinsk trupp, där hon fick handledning av skådespelaren Carlotta Marchionni och framgångsrikt uppträdde i Carlo Goldonis komedier. Så småningom började hon också pröva sina krafter i det högre dramat.
Sedan hon 1847 gift sig med den unge markisen del Grillo spelade hon en tid enbart i privata kretsar, men snart återvände hon till scenen, där hon uppträdde under sitt flicknamn och gjorde succé i hela Italien i Vittorio Alfieris hjältinneroller. 1855 reste hon till Paris, där hon vann triumfer och till och med ska ha överglänst en stjärna som Rachel. Hon gav 1857 gästspel i Spanien och under 1860-talet i större delen av Europa samt i Nord- och Sydamerika. Hösten 1879 och 1880 besökte hon Sverige med ett eget teatersällskap, och väckte stor uppmärksamhet, bland annat som Legouvés Medea, Maria Stuarda (efter Schiller), Paolo Giacomettis Elisabetta samt Lady Macbeth i Macbeth.
Ristori ansågs som en av världens främsta skådespelerskor. I Nordisk familjebok beskrivs hon på följande vis:
| ” | Hon är af naturen utrustad med de präktigaste framställningsmedel, och hennes konst är ända till fulländning sann, noggrann och uttrycksfull, frukten af ett djupt studium, hvilket dock ej alls stör illusionen. Hon förstår att med en enda åtbörd, ett tonfall, ett minspel säga ofantligt mycket. Med italienskans eldiga kraft förenar hon parisisk förfining. | „ |

Ristori lämnade scenen på 1880-talet och uppträdde därefter endast någon gång för välgörande ändamål.